# Bouïra (tỉnh)
Bouïra (tiếng Ả Rập: ولاية البويرة , Berber: Tubiret) là một tỉnh ở Algérie.

## Các đơn vị hành chính
Tỉnh này gồm 12 huyện và 45 đô thị. Các huyện bao gồm:
- Lakhdaria
- Haïzer
- M'Chedellah
- Sour El Ghozlane
- Aïn Bessem
- Kadiria
- Bechloul
- El Hachimia
- Bordj Okhriss
- Bir Ghbalou
- Souk El Khemis
- Bouïra